# Dimerandra
Dimerandra é um género botânico pertencente à família das orquídeas (Orchidaceae). Foi proposto por Schlechter em Repertorium Specierum Novarum Regni Vegetabilis, Beihefte 17: 43-44, em 1922. A Dimerandra rimbachii (Schltr.) Schltr. foi designada a espécie tipo deste gênero, hoje é considerada sinônimo da Dimerandra emarginata (G.Meyer) Hoehne, originalmente descrita como Oncidium emarginatum G. Meyer. Seu nome vem do grego di, duplo, e andros, estame, em referência aos lobos do clinândrio que se apresentam reflexos nas flores desse gênero.

## Distribuição
Dimerandra compreende quatro espécies epífitas, de crescimento cespitoso, muito parecidas entre si, de difícil identificação, distribuídas desde a (Flórida, até o Norte da Argentina, e no Brasil central e sudeste, crescendo em de florestas secas e áreas quentes, abaixo de novecentos metros de altitude. Três espécies são referidas para o Brasil.

## Descrição
Possuem pseudobulbos alongados, cauliformes, levemente mais espessos à meia altura, com folhas dísticas, alternadas e sésseis, subcoriáceas; inflorescências apicais curtas, com duas a quatro flores, que abrem em sucessão, róseas ou púrpura com mácula branca no centro do labelo, ou inteiramente brancas.
As flores apresentam sépala dorsal lanceolada; as laterais do mesmo tamanho, falciformes e pétalas de forma romboidal; o labelo é simples, e a base de coluna é levemente unida à base do labelo. Apresentam quatro polínias chatas e duras.
Durante o inverno recomendam-se temperaturas intermédias a quentes e rega abundante durante o período de crescimiento.

## Filogenia
Há duas informações sobre o posicionamento filogenético de Dimerandra, sempre no grande cladoo de Epidendrum em Laeliinae. Segundo a filogenia de Laeliinae publicada em 2000 por Cássio van den Berg et al., formaria com Dinema e Nidema um grupo intermediário entre os grupos de Prosthechea e de Encyclia. Em publicação mais recente do mesmo autor aparentemente estariam inseridas no grupo de Scaphyglottis. As informações de parentesco entre níveis mais baixos de classificação ainda variam conforme a metodologia empregada. Certamente em poucos anos saberemos com mais certeza.

## Espécies
1. Dimerandra buenaventurae (Kraenzl.) Siegerist, Bot. Mus. Leafl. 30: 205 (1986)
2. Dimerandra carnosiflora Siegerist, Bot. Mus. Leafl. 30: 206 (1986)
3. Dimerandra elegans (Focke) Siegerist, Bot. Mus. Leafl. 30: 207 (1986)
4. Dimerandra emarginata (G.Mey.) Hoehne, Bol. Agric. (São Paulo) 34: 618 (1933 publ. 1934)
5. Dimerandra latipetala Siegerist, Bot. Mus. Leafl. 30: 211 (1986)
6. Dimerandra rimbachii (Schltr.) Schltr., Repert. Spec. Nov. Regni Veg. Beih. 17: 44 (1922)
7. Dimerandra stenopetala (Hook.) Schltr., Repert. Spec. Nov. Regni Veg. Beih. 17: 44 (1922)
8. Dimerandra tarapotana Dodson & D.E.Benn., Icon. Pl. Trop., II, 1: t. 49 (1989)